# Дубовый Лог (Гомельская область)
Дубовый Лог (бел. Дубовы Лог) — деревня в Рассветовском сельсовете Добрушского района Гомельской области Республики Беларусь.

## География
В 15 км на север от районного центра Добруша и железнодорожной станции в этом городе, в 43 км от Гомеля.

### Гидрография
Река Спонка (приток реки Сож).

## Транспортная система
Транспортная связь по просёлочной, затем по автодороге Демьянки — Добруш. В деревне 112 жилых домов (2004 год). Планировка состоит из 2 параллельных улиц с ориентацией с юго-востока на северо-запад соединённых переулками. Застройка двухсторонняя, деревянными домами усадебного типа. В 1986 году построены кирпичные дома на 50 квартир, в которых были переселены жители с загрязнённых после катастрофы на Чернобыльской АЭС территорий.

## История
В 1,5 — 3 км на юг и юго-запад от деревни археологами обнаружены 6 стоянок эпохи неолита, каменного и бронзового веков. Выявление этих стоянок служит доказательством заселения этой местности с древних времён.
По письменным источникам деревня известна с XVIII века как слобода в Речицком повете Минского воеводства Великого княжества Литовского в которой поселились староверы из Российской империи. В 1764 году военный отряд во главе с генералом Масловым выслал всех проживавших здесь староверов в Сибирь. После 1-го раздела Речи Посполитой (1772 год) в составе Российской империи. С 1775 году деревня находилась во владении фельдмаршала графа П. А. Румянцева-Задунайского. С 1834 года владение фельдмаршала графа И. Ф. Паскевича. В 1795 году в Гомельской волости Белицкого уезда Могилёвской губернии. В 1816 году в Добрушской экономии Гомельского имения. В 1834 году имелись 2 часовни. В 1897 году находились староверческий молитвенный дом, церковно-приходская школа, 2 хлебозапасных магазина, 2 ветряные мельницы, лавка. В 1909 году Вылевской волости Гомельского уезда Могилёвской губернии.
С 8 декабря 1926 года до 30 декабря 1927 года являлся центром Дуболожского сельсовета Ветковского района Гомельского округа.
В 1930 году организован колхоз «Борец революции». Работала кузница.
Во время Великой Отечественной войны в сентябре 1943 года оккупанты сожгли 181 двор и убили 1 жителя. По воспоминаниям местной жительницы Тамары, которой тогда было 10 лет:
«Жителей собрали за деревней, а дома подожгли. До нас долетал жар горящих хат. Потом всех погнали пешком в г.Ветка, где заперли в здании школы и поставили часовых. Целый день люди гадали, что с ними будет: расстреляют или сожгут в этой школе. Ночью партизаны из ближайшего леса сняли часовых и отпустили жителей. Мы с бабушкой и братом вернулись к сгоревшей хате, где жили в погребе до конца войны и первые послевоенные годы».
Освобождена 29 сентября 1943 года. В боях за деревню погибли 15 советских солдат, которые были похоронены в братской могиле в центре деревни. На фронтах и партизанской борьбе погибли 180 жителей деревни. В память о погибших в центре деревни в 1975 году установлены обелиск и стела.
Центр подсобного хозяйства «Дружба» районного объединения «Сельхозхимия». Размещены начальная школа, фельдшерско-акушерский пункт, Дом культуры, библиотека, детский сад, отделение связи, магазин.
До 16 декабря 2009 года в составе Демьянковского сельсовета.

## Население

### Численность
- 2004 год — 112 дворов, 304 жителя

### Динамика
- 1795 год — 111 жителей
- 1816 год — 60 дворов, 191 житель
- 1834 год — 73 двора, 447 жителей
- 1886 год — 126 дворов, 775 жителей
- 1897 год — 173 двора, 971 житель (согласно переписи)
- 1909 год — 197 дворов, 1060 жителей
- 2004 год — 112 дворов, 304 жителя

## Достопримечательность
- Стоянка-1 периода неолита и бронзового века (4–2-е тыс. до н.э.) —  Историко-культурная ценность Республики Беларусь, шифр 313В000251
- Стоянка-2 периода неолита и бронзового века (4–2-е тыс. до н.э.) —  Историко-культурная ценность Республики Беларусь, шифр 313В000252
- Стоянка-3 периода неолита и бронзового века (4–2-е тыс. до н.э.) —  Историко-культурная ценность Республики Беларусь, шифр 313В000253

### Памятник, скульптура
- Памятник советским воинам
- Памятник погибшим жителям